# Donny Deutsch
Donald Jay Deutsch (Hollis Hills, 22 de novembro de 1957) é um profissional americano de marketing e marca, personalidade televisiva e ex-presidente da empresa de publicidade Deutsch Inc. Deutsch ingressou na empresa de publicidade de seu pai, David Deutsch Associates, em 1983. Em 1989, seu pai entregou o controle total da agência a Donny.
Ele apresentou o talk show da MSNBC Saturday Night Politics with Donny Deutsch (2019). Ele já havia apresentado o talk show da CNBC The Big Idea with Donny Deutsch (2004–2008).

## Infância e educação
Deutsch nasceu em Hollis Hills, um bairro de Queens, em Nova Iorque. Seu pai, David Deutsch, fundou a David Deutsch Associates, uma agência de comunicações de marketing agora conhecida como Deutsch Inc., em 1969.
Ele frequentou a Martin Van Buren High School, localizada no bairro vizinho de Queens Village; Mais tarde, Deutsch frequentou a Escola Wharton da Universidade da Pensilvânia, localizada na Filadélfia. A primeira aparição de Deutsch na televisão foi como participante do Match Game, depois de se formar na Universidade da Pensilvânia. Ele ganhou a partida de celebridades do jackpot de cinco mil dólares com Betty White.

## Carreira
Donny Deutsch ingressou na empresa de publicidade de seu pai, David Deutsch Associates, em 1983. Em 1989, David Deutsch entregou o controle total da agência a Donny Deutsch, que se tornou presidente. Deutsch renomeou a agência Deutsch Inc. e depois a vendeu para o Interpublic Group of Companies em 2000 por 265 milhões de dólares.
Deutsch também foi âncora na MSNBC em 2010, mas foi afastado da posição como resultado de um segmento em que ele pareceu criticar seu colega de trabalho Keith Olbermann.
Além de seu trabalho em The Big Idea com Donny Deutsch, Deutsch aparece regularmente como convidado no programa matinal da MSNBC, Morning Joe . Ele também apareceu como um juiz na televisão no reality The Apprentice, da NBC. Ele também aparece regularmente no Today Show, em um segmento chamado "The Professionals".